# Kokaväxter
Kokaväxter (Erythroxylaceae) är en familjen av blommande växter som består av fyra släkten och minst 250 arter. Den mest kända är kokabusken (Erythroxylum coca), som är källan till kokain.